# Кто здесь? (альбом)
«Кто здесь?» — дебютный студийный альбом группы Петля Нестерова.
Является первым готическим альбомом в отечественной рок-музыке.

## История
Первоначальный состав состоял из трёх человек вышедших из группы «Кофе»: Эдуарда «Эда» Нестеренко, Игоря «Гоги» Копылова и Александра «Семёна» Сенина. Причиной создания послужило желание Нестеренко сменить электронную музыку на гитарный минимализм присущий британским постпанк-коллективам. Из всей троицы наиболее опытным был Копылов, получивший титул лучшего инструменталиста на II Ленинградском рок-фестивале и стоявший у истоков группы «Телевизор». Автором большинства текстов становится Сенин, иногда писал и Нестеренко.

## Запись альбома
Магнитоальбом был записан в конце 1988 года на домашней студии Алексея Вишни вместе с гитаристами Юрием Каспаряном и Андреем Нуждиным и с применением ритм-бокса Alesis. Обложку к альбому создал Копылов, который на тот момент работал художником оформителем в Доме моделей. После выхода альбома группа отправилась в годовой гастрольный тур.
Альбом переиздавался в 1999 году (под названием «Ностальгия» и с добавлением двух треков) и в 2019 году.

## Список композиций
Слова и музыка всех песен — Петля Нестерова.
| №   | Название         | Длительность |
| --- | ---------------- | ------------ |
| 1.  | «Право голоса»   | 2:43         |
| 2.  | «Кто здесь»      | 2:52         |
| 3.  | «Попытка уснуть» | 3:49         |
| 4.  | «К...»           | 2:38         |
| 5.  | «Ностальгия»     | 3:57         |
| 6.  | «Шанс»           | 4:11         |
| 7.  | «Ветер»          | 2:34         |
| 8.  | «Я не в силах»   | 3:00         |
| 9.  | «+»              | 0:56         |
| 10. | «Выжить»         | 3:53         |

### Бонус-треки
| №                   | Название            | Длительность |
| ------------------- | ------------------- | ------------ |
| 11.                 | «Замок»             | 4:29         |
| 12.                 | «Каждый день»       | 3:30         |
| 13.                 | «Грязь»             | 5:33         |
| 14.                 | «Остров мёртвых»    | 3:59         |
| 15.                 | «Ночь»              | 4:19         |
| 16.                 | «Планета Живых»     | 4:58         |
| 17.                 | «Смерть»            | 3:17         |
| Общая длительность: | Общая длительность: | 1:00:38      |

## Участники записи
- Эдуард Нестеренко — вокал, гитара
- Игорь Копылов — бас-гитара
- Александр Сенин — ударные
- Юрий Каспарян — гитара (1, 2, 6)
- Андрей Нуждин — гитара (3, 4, 5, 7)
- Алексей Вишня — драм-машина, звукорежиссёр